# Huitzilatzin
Huitzilatzin (o Huitzillatzin) (fallecido en el año 7 Caña (1499)) fue el primer tlatoani (gobernante) del altépetl (estado étnico) precolombino de Huitzilopochco (actual Churubusco) en el Valle de México.

## Biografía
Huitzilatzin era el segundo hijo de Huehue Zaca, que ostentaba el título de tlacateccatl (general) y que era hijo de Huitzilíhuitl, el segundo gobernante azteca de Tenochtitlan. Según la Crónica Mexicáyotl, Huitzilatzin era «bastante enfermizo» (náhuatl «çan cocoxcatzintli»).
Fue instalado como gobernante de Huitzilopochco por el gobernante azteca Axayácatl. Al igual que otros pueblos de la región, no se tiene constancia exacta de cuándo Huitzilopochco pasó a control azteca. Es probable que Tenochtitlan los heredara del derrotado imperio tepaneca de Azcapotzalco. Se dice que los habitantes de Huitzilopochco eran caníbales antes de la imposición del gobierno azteca.
Huitzilatzin tuvo dos hijos en Huitzilopochco: un hijo, Macuilxochitzin, y una hija, cuyo nombre se desconoce pero que se casó con Quauhpopocatzin, gobernante de Coyoacán.
Huitzilatzin fue asesinado en el año de las Siete Cañas (1499), por considerársele responsable de las inundaciones ocurridas en Tenochtitlan.